# Chrestomatia
Chrestomatia – wydawnictwo zawierające wybrane teksty różnych twórców, opublikowane w całości lub we fragmentach. Przeznaczone do użytku szkolnego lub nauki samodzielnej.
Słowo chrestomatia wywodzi się z języka greckiego – chrēstomátheia – wypisy, chrēstós – pożyteczny.